# St. Bartholomäus (Friesenried)

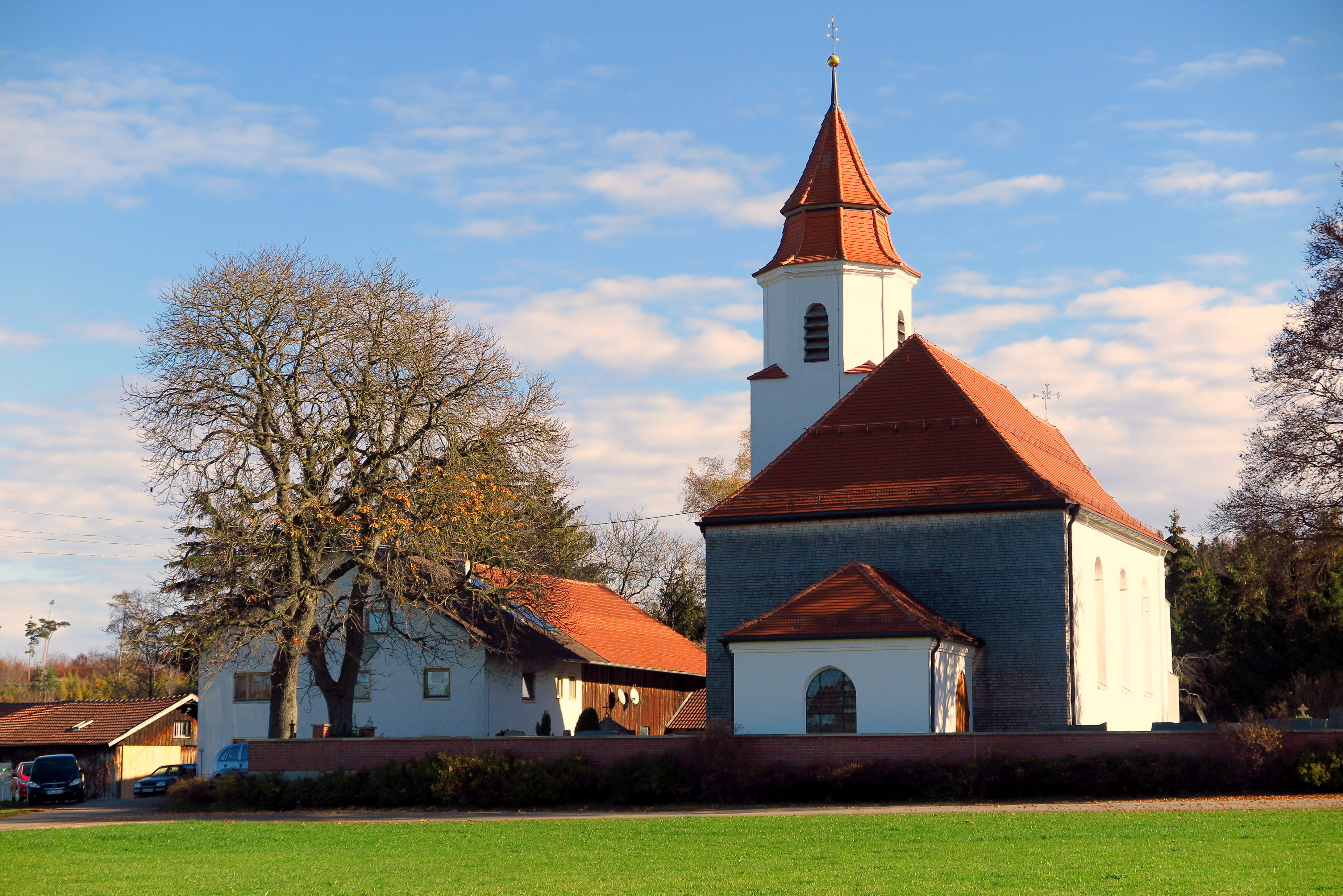
St. Bartholomäus in Friesenried

Die römisch-katholische alte Pfarrkirche St. Bartholomäus steht in Friesenried, einer Gemeinde im schwäbischen Landkreis Ostallgäu in Bayern. Nachdem die neue Pfarrkirche St. Joseph erbaut wurde, ist sie eine Filialkirche. Das Bauwerk ist in der Liste der Baudenkmäler in Friesenried als Baudenkmal unter der Nr. D-7-77-128-6 eingetragen. Die Pfarrei gehört zum Dekanat Kaufbeuren des Bistums Augsburg.

## Beschreibung
Die um 1500 erbaute Saalkirche besteht aus einem Langhaus, einem eingezogenen, dreiseitig geschlossenen Chor im Osten, einem Chorflankenturm an der Nordwand des Chors und einem Anbau, in dem sich das Portal befindet. Der Chorflankenturm wurde in der zweiten Hälfte des 18. Jahrhunderts mit einem achteckigen Geschoss, das den Glockenstuhl beherbergt, aufgestockt und mit einer gestuften Haube bedeckt.
Der Innenraum des Langhauses ist mit einer Flachdecke überspannt, der des Chors mit einem Stichkappengewölbe. Die Sakristei im Erdgeschoss des Chorflankenturms ist innen mit einem Sterngewölbe bedeckt. Der Hochaltar wurde um 1760 gebaut. Er wird flankiert von den Statuen der Apostel Simon Petrus und Paulus von Tarsus.